# Pavel Lebeda
Pavel Lebeda (30. června 1940 Zbraslav – 6. června 2023) byl český lékař a politik, v letech 2008 až 2014 nezávislý senátor za obvod č. 42 – Kolín zvolený na kandidátce ČSSD, v letech 2006 až 2014 zastupitel města Kolína.

## Vzdělání, profese a rodina
Po maturitě roku 1957 na gymnáziu v Českém Krumlově vystudoval Lékařskou fakultu Univerzity Karlovy v Plzni. V letech 1967 a 1970 získal specializační atestace v oborech chirurgie, anesteziologie, resuscitace a intenzivní péče.
V letech 1963–1967 pracoval na chirurgickém oddělení Nemocnice Brandýs nad Labem, poté mezi roky 1967 až 1974 působil jako anesteziolog na ARO Fakultní nemocnice Bulovka. Roku 1974 se stal primářem nelůžkového oddělení ARO v sušické nemocnici, kde setrval do roku 1978, kdy přešel do Nemocnice Kolín a zde vykonával funkci primáře ARO do roku 2003. V roce 1994 spoluzakládal Lékařský odborový klub. V letech 2002–2005 byl viceprezidentem Českého červeného kříže. Od roku 2003 působil ve Zdravotnické záchranné službě jako primář výjezdového střediska Kolín.
Byl ženatý a měl dvě dcery.

## Politická kariéra
V období 1966–1968 byl členem KSČ. V roce 2006 byl zvolen zastupitelem města Kolín.
V roce 2008 byl zvolen do Senátu PČR jako nestraník za ČSSD. V prvním kole voleb získal 25,53 % hlasů a spolu s občanským demokratem Jiřím Buřičem, který obdržel 24,60 % hlasů, postoupil do druhého kola, kde svou pozici potvrdil a stal se senátorem díky zisku 56,96 % všech platných hlasů.
Ve volbách do Evropského parlamentu v roce 2014 kandidoval jako nestraník na 3. místě kandidátky strany Republika, ale neuspěl.
Ve volbách do Senátu PČR v roce 2014 obhajoval mandát senátora v obvodu č. 42 – Kolín jako nestraník za stranu Republika. Se ziskem 2,70 % hlasů však skončil na posledním 7. místě.